# Jessie Reyez
Jessica Reyez, dite Jessie Reyez, née le 12 juin 1991 à Toronto en Ontario, est une chanteuse et parolière canadienne.

## Biographie
Jessie Reyez naît le 12 juin 1991 à Toronto, de parents colombiens. Alors âgée de 7 ans, elle emménage, avec sa famille, à Brampton. Enfant, elle apprend à jouer de la guitare par son père. Elle envisage d'abord de poursuivre une carrière dans la danse hip-hop, mais à la suite d'une rupture amoureuse elle se dirige vers l'écriture. Jeune adulte, elle emménage à Miami, en Floride, où elle devient barmaid. En parallèle, elle continue d'écrire et de chanter, et envoie une de ses chansons au Toronto Remix Project, qui aide les artistes sans beaucoup de moyens à étudier les arts. Elle est sélectionnée par le programme, et se retrouve à collaborer avec le rappeur King Louie (en), intervenant du projet, qui la choisit pour l'accompagner sur son morceau Living in the Sky. Une deuxième collaboration entre les deux artistes voit le jour en en avril 2015 : It Hurts (Selena).
Fin 2016, elle sort le single Figures; lequel atteint la 58e place du Canadian Hot 100, et est certifié double platine, devenant ainsi son premier single à succès. En janvier 2017, elle publie le titre Shutter Island. Le 21 avril 2017, Jessie Reyez sort son premier projet, un EP intitulé Kiddo. Fin 2017, elle est invitée par le DJ Calvin Harris sur le titre Hard to Love. Du 4 février au 1er mars 2018, Jessie Reyez fait les premières parties du Infinity World Tour de PartyNextDoor,. Elle est nommée dans 4 catégories aux Prix Juno de 2018, faisant d'elle l'artiste la plus nommée de l'édition avec Arcade Fire. Elle reçoit également deux nominations aux MTV Video Music Awards, mais n'en remporte aucun. En août 2018 sort l'album Kamikaze d'Eminem sur lequel elle est invitée sur deux singles : Good Guy et Nice Guy. Le 19 octobre 2018, elle sort un second EP intitulé Being Human in Public. La même année, elle écrit les paroles des chansons One Kiss et Promises,, respectivement pour Dua Lipa et Sam Smith. En 2018, Jessie Reyez est l'une des têtes d'affiche du festival lesbien californien, le Dinah Shore.

## Discographie

### Albums studio
2022 : Yessie (en)
1. MOOD
2. HITTIN
3. FOREVER (featuring 6lack)
4. QUEEN ST. W
5. MUTUAL FRIEND
6. TITO'S
7. ONLY ONE
8. STILL C U
9. BREAK ME DOWN
10. EMOTIOAL DETACHMENT DEMO
11. ADIÓS AMOR

2025 : PAID IN MEMORIES
1. **I Never Said I Was Sane** (featuring Lekan, Saint Harison)
2. **Goliath**
3. **NYB**
4. **PALO SANTO**
5. **CUDN'T B ME**
6. **Beggin 4 Luv**
7. **PSILOCYBIN & DAISIES**
8. **Goat Note**
9. **RIDIN** (featuring Lil Wayne)
10. **GUESS IMU**
11. **Nights We'll Never Have**
12. **Jeans** (featuring Miguel)
13. **Toronto Shordie**
14. **6LESSINGS** (featuring 6lack)
15. **Head N Headaches*** (featuring Lil Yachty)
16. **Been Abouta Year*
17. **Brother** (featuring Deyaz)
18. **L.O.Y.L.**
19. *****FREE*****
20. *****Just Like That***** (featuring Ari Lennox)
21. *****SHUT UP***** (featuring Big Sean)